# 語言變化
语言变化是指一門語言隨著时间的流逝而出現變化。例如語言的音位、語音、外来语都會有所改變。一种语言或方言也會受另一种语言或方言的影响而改变。語言變化是语言学的分支历史语言学、社会语言学和演化語言學的研究重點。有一些人不能接受語言變化這一現象，他們甚至認為語言變化就意味著語言變質。另一些人不這麼認為，他們主張語言變化不能簡單的用好和坏来作評價。